# Engystomops coloradorum
La rana túngara Tsáchila (Engystomops coloradorum) es una especie de anfibio anuro de la familia de ranas Leptodactylidae. Es endémica del oeste de Ecuador.
Habita en bosques tropicales húmedos, aunque también en zonas más abiertas. Es una especie poco común; y aunque es adaptable, probablemente se ve afectada por la pérdida y alteración de su hábitat natural.